# Dirk & Desiree
Dirk & Desiree is een Nederlandse gagstrip die wordt geschreven en getekend door striptekenaar Hein de Kort. De Kort tekent deze strip in een wat morsige, vlekkerige stijl die in Frankrijk weleens de "ligne crade" (vuile lijn) wordt genoemd. De strip gaat over het ongelukkig getrouwde echtpaar Dirk en Desiree. Dirk is klein, eigenwijs en gebrild en Desiree is dik en dominant. De Kort haalt zijn humor uit het dagelijks leven en van de straat.

De strip verscheen vanaf 1990 in het weekblad Nieuwe Revu. De strip wordt ook uitgegeven in albums, aanvankelijk door uitgeverij CIC en later door Big Balloon en Uitgeverij L.